# Alter Wasserturm (Wetter (Ruhr))

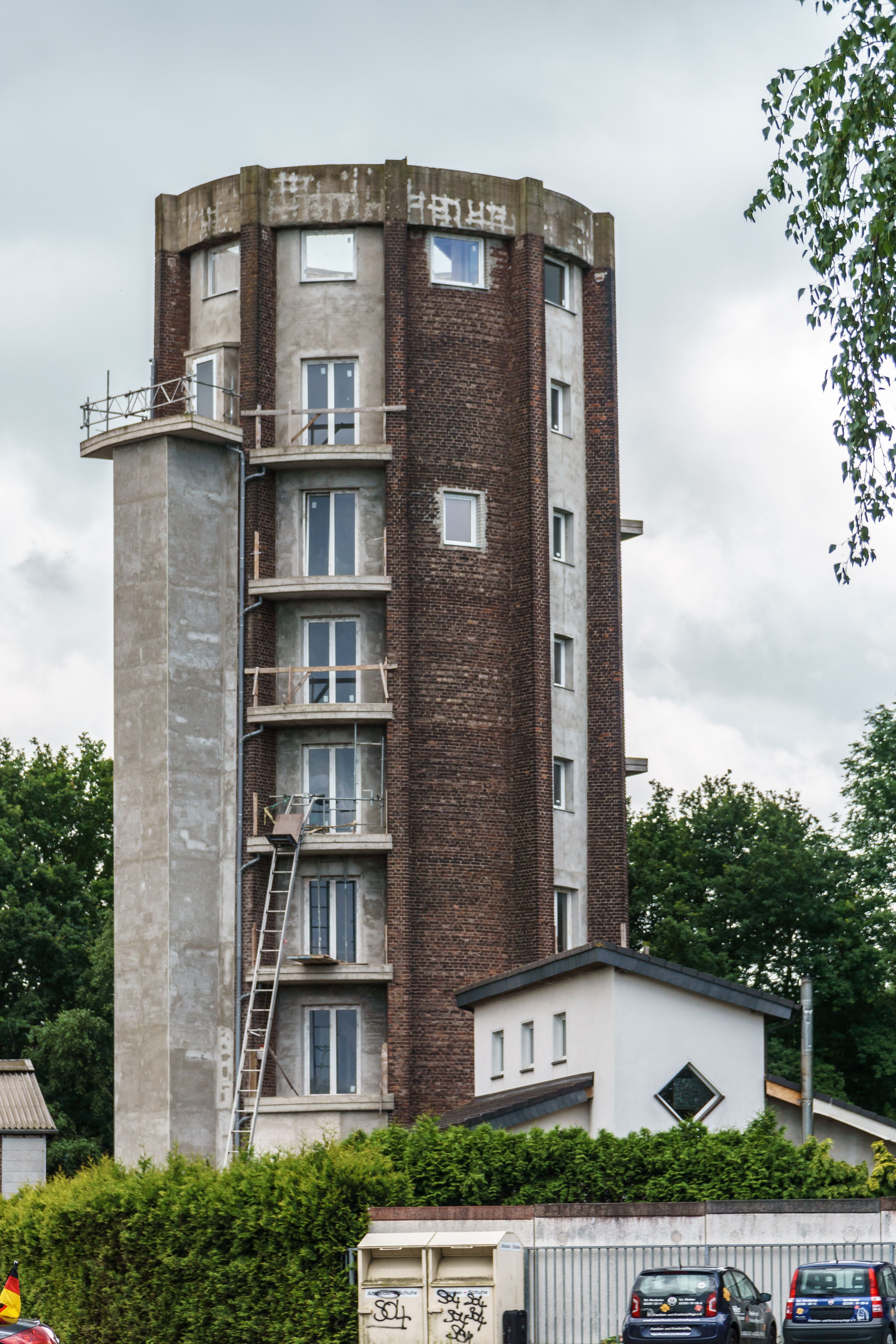
2016

Der Alte Wasserturm befindet sich an der Schöntaler Straße 44 nahe der Altstadt von 58300 Wetter (Ruhr). Der Wasserbehälter wurde entfernt. Der Turm wurde zu Wohnzwecken umgebaut. Inzwischen finden sich (Stand 2021) auch Büroräume im Wasserturm.